# Llista d'alcaldes d'Olot
L'Alcalde d'Olot és qui dirigeix el govern i l'administració municipal, representa a l'ajuntament i convoca i presideix les sessions del Ple i de la Junta de Govern Local de l'Ajuntament d'Olot.
| Alcalde                                                               | Inici mandat                                                          | Finalització mandat            | Grup polític                      | Observacions                                                                               |
| --------------------------------------------------------------------- | --------------------------------------------------------------------- | ------------------------------ | --------------------------------- | ------------------------------------------------------------------------------------------ |
| Francesc Mas i Fluvià                                                 |                                                                       |                                |                                   | Fou nomenat alcalde però no prengué possessió al·legant motius d'edat.                     |
| Vicenç Aulet                                                          | 1875                                                                  | 8 de juny de 1877              |                                   |                                                                                            |
| Pere Basil i Pratsevall                                               | 8 de juny de 1877                                                     | març 1880                      |                                   | Destituït.                                                                                 |
| Valentí Mas de Xexàs                                                  | març 1880 (accidentalment) 8 de juliol de 1880 (oficialment)          | 1 de juliol de 1881            |                                   | Assumeix accidentalment l'alcaldia per la destitució de l'anterior titular.                |
| Alexandre de Roca i Blanch                                            | 1 de juliol de 1881                                                   | 23 de febrer de 1884           |                                   | Destituït per corrupció electoral.                                                         |
| Joaquim Casabó i Puig de la Bellacasa                                 | 23 de febrer de 1884                                                  | 20 de març de 1884             |                                   |                                                                                            |
| Pere Basil i Pratsevall                                               | 20 de març de 1884                                                    | 13 de juliol de 1886           |                                   | Va ser destituït, després de males praxis i grans confrontacions socials.                  |
| Alexandre de Roca i Blanch                                            | 13 de juliol de 1886                                                  | 18 de gener de 1888 (defunció) | Liberal                           |                                                                                            |
| Pere Carrera i Homs                                                   | 18 de gener de 1888 (accidentalment) 11 d'abril de 1888 (oficialment) | 1 de gener de 1890             |                                   | Exercint d'alcalde accidental des del 18 de gener de 1888, per mort de l'anterior titular. |
| Marià Bassols i Prim                                                  | 1 de gener de 1890                                                    | 1 de juliol de 1891            | Centre Catalanista                |                                                                                            |
| Nonet Escubós i Serrat-Calvó                                          | 1 de juliol de 1891                                                   | 1 de gener de 1894             | Centre Catalanista                |                                                                                            |
| Ramon Torras i Tomàs                                                  | 1 de gener de 1894                                                    | 1 de juliol de 1897            |                                   |                                                                                            |
| Joan Montsalvatge (Monsalvatje) Fossas                                | 1 de juliol de 1897                                                   | 1 de juliol de 1899            |                                   |                                                                                            |
| Josep Saderra i Mata                                                  | 1 de juliol de 1899                                                   | 1 de gener de 1902             |                                   |                                                                                            |
| Ramon Soler Bertrán                                                   | 1 de gener de 1902                                                    | 1 de gener de 1904             |                                   |                                                                                            |
| Nonet Escubós i Serrat-Calvó                                          | 1 de gener de 1904                                                    | 1 de gener de 1906             | Centre Catalanista                |                                                                                            |
| Ramon Torras Tomás                                                    | 1 de gener de 1906                                                    | 1 de juliol de 1909            | Monàrquics                        |                                                                                            |
| Francesc Vayreda Carrera                                              | 1 de juliol de 1909                                                   | 23 de novembre de 1909         | Regionalista                      |                                                                                            |
| Ramon Soler Bertrán                                                   | 23 de novembre de 1909                                                | 1 de gener de 1910             | Liberal                           |                                                                                            |
| Damià Juviñá Gual                                                     | 1 de gener de 1910                                                    | 1 de març de 1910              | Liberal                           |                                                                                            |
| Ramon Soler Bertrán                                                   | 1 de març de 1910                                                     | 23 de març de 1911             | Liberal                           |                                                                                            |
| Damià Juvniñá gual                                                    | 23 de març de 1911                                                    | 19 de juliol de 1911           | Liberal                           |                                                                                            |
| Ramon Soler Bertrán                                                   | 19 de juliol de 1911                                                  | 1 de gener de 1912             | Liberal                           |                                                                                            |
| Joan Meroles Isamat                                                   | 1 de gener de 1912                                                    | 1 de gener de 1914             | Liberal                           |                                                                                            |
| Eveli Barnadas Vila                                                   | 1 de gener de 1914                                                    | 1 de gener de 1916             | Conservador                       |                                                                                            |
| Joan Tresserras Jofré                                                 | 1 de gener de 1916                                                    | 1 de gener de 1918             | Liberal                           |                                                                                            |
| Eveli Barnadas Vila                                                   | 1 de gener de 1918                                                    | 1 de gener de 1920             | Conservador                       |                                                                                            |
| Joaquim Vayreda Aulet                                                 | 1 de gener de 1920                                                    | 17 d'agost de 1920             | Independent                       |                                                                                            |
| Joan Roura Casabosch                                                  | 17 d'agost de 1920                                                    | 1 de gener de 1922             | Tradicionalista                   |                                                                                            |
| Joan Tresserras Jofré                                                 | 1 de gener de 1922                                                    | 1 d'octubre de 1923            | Liberal                           |                                                                                            |
| Francesc Bassols Carbó                                                | 1 d'octubre de 1923                                                   | 12 d'agost de 1924             | Independent                       |                                                                                            |
| Rafel Hostench Quintana                                               | 12 d'agost de 1924                                                    | 19 de juny de 1928             | Monàrquic                         |                                                                                            |
| Ramon de Roca Bassols                                                 | 19 de juny de 1928                                                    | 25 de febrer de 1930           | Monàrquic                         |                                                                                            |
| Joan Tresserras Jofré                                                 | 25 de febrer de 1930                                                  | 17 d'abril de 1931             | Monàrquic                         |                                                                                            |
| Joan de Garganta Fàbrega                                              | 17 d'abril de 1931                                                    | 4 de novembre de 1932          | Acció Catalana Republicana        |                                                                                            |
| Ramon Aubert Cros                                                     | 4 de novembre de 1932                                                 | 1 de febrer de 1934            | Esquerra Republicana de Catalunya |                                                                                            |
| Ferran Casabó Molar                                                   | 1 de febrer de 1934                                                   | 7 d'agost de 1934              | Lliga Catalana                    |                                                                                            |
| Josep Coll Martí                                                      | 7 d'agost de 1934                                                     | 6 d'octubre de 1934            | Lliga Catalana                    |                                                                                            |
| Ramon Aubert Cros (Alcalde-gestor durant els Fets d'Octubre)          | 6 d'octubre de 1934                                                   | 7 d'octubre de 1934            | Esquerra Republicana de Catalunya |                                                                                            |
| Josep Coll Martí                                                      | 7 d'octubre de 1934                                                   | 4 de gener de 1935             | Lliga Catalana                    |                                                                                            |
| Rafel Arau Clavaguera                                                 | 4 de gener de 1935                                                    | 3 de maig de 1935              | Independent                       |                                                                                            |
| Josep Coll Martí                                                      | 3 de maig de 1935                                                     | 9 de gener de 1936             | Lliga Catalana                    |                                                                                            |
| Baldiri Descals Aubert                                                | 9 de gener de 1936                                                    | 5 de març de 1936              | Lliga Catalana                    |                                                                                            |
| Ramon Aubert Cros                                                     | 5 de març de 1936                                                     | 4 d'agost de 1936              | Esquerra Republicana de Catalunya |                                                                                            |
| Ramon Calm i Clota                                                    | 4 d'agost de 1936                                                     | 12 de març de 1937             | Esquerra Republicana de Catalunya |                                                                                            |
| Joaquim Guillén Cabañero                                              | 12 de març de 1937                                                    | 11 de juny de 1937             | Marxista                          |                                                                                            |
| Ramon Calm i Clota                                                    | 11 de juny de 1937                                                    | 3 de novembre de 1937          | Esquerra Republicana de Catalunya |                                                                                            |
| Miquel de Garganta i Fàbrega                                          | 3 de novembre de 1937                                                 | 3 de gener de 1938             | Marxista                          |                                                                                            |
| Joan Serrat Masó                                                      | 3 de gener de 1938                                                    | 29 d'agost de 1938             | Marxista                          |                                                                                            |
| Enric Burch Fina (Com a Comissari Municipal)                          | 29 d'agost de 1938                                                    | 7 de febrer de 1939            | Marxista                          |                                                                                            |
| Miquel Pena Artigas                                                   | 7 de febrer de 1939                                                   | 21 de març de 1939             | Franquisme                        |                                                                                            |
| Josep Maria Torras Prunés                                             | 21 de març de 1939                                                    | 28 de febrer de 1940           | Franquisme                        |                                                                                            |
| Rafel Hostench Quintana                                               | 28 de febrer de 1940                                                  | 3 de febrer de 1942            | Franquisme                        |                                                                                            |
| Ramon Bretcha i Dorca (Alcalde accidental per renuncia de l'anterior) | 3 de febrer de 1942                                                   | 13 d'abril de 1942             | Franquisme                        |                                                                                            |
| Pere Bretcha i Galí                                                   | 13 d'abril de 1942                                                    | 23 de juny de 1956             | Franquisme                        |                                                                                            |
| Aureo Aramburo Pérez-Iñigo                                            | 23 de juny de 1956                                                    | 17 de maig de 1966             | Franquisme                        |                                                                                            |
| Ignasi Sala i Sibidí (Alcalde accidental per renuncia de l'anterior)  | 17 de maig de 1966                                                    | 6 de juliol de 1966            | Franquisme                        |                                                                                            |
| Lluís Casademont i Colomer                                            | 6 de juliol de 1966                                                   | 25 de novembre de 1967         | Franquisme                        |                                                                                            |
| Joan Tresserras Dou (Alcalde accidental, per mort de l'anterior)      | 25 de novembre de 1967                                                | 22 de març de 1968             | Franquisme                        |                                                                                            |
| Joan de Malibrán Gelabert                                             | 22 de març de 1968                                                    | 23 de juny de 1977             | Franquisme                        |                                                                                            |
| Francesc Casas Vilà (Alcalde accidental, per dimissió de l'anterior)  | 23 de juny de 1977                                                    | 19 d'abril de 1979             | Franquisme                        |                                                                                            |
| Joan Sala Villegas                                                    | 19 d'abril de 1979                                                    | 23 de maig de 1983             | Convergència i Unió               |                                                                                            |
| Arcadi Calzada i Salavedra                                            | 23 de maig de 1983                                                    | març de 1984                   | Convergència i Unió               |                                                                                            |
| Pere Macias i Arau                                                    | març de 1984                                                          | 15 de juny de 1996             | Convergència i Unió               |                                                                                            |
| Isabel Brussosa Planas                                                | 15 de juny de 1996                                                    | 3 de juliol de 1999            | Convergència i Unió               |                                                                                            |
| Lluís Sacrest i Villegas                                              | 3 de juliol de 1999                                                   | 11 de juny de 2011             | PSC-PM                            |                                                                                            |
| Josep Maria Corominas i Barnadas                                      | 11 de juny de 2011                                                    | 15 de juny de 2019             | Convergència i Unió               |                                                                                            |
| Josep Berga Vayreda                                                   | 15 de juny de 2019                                                    | Actual                         | Junts per Catalunya               |                                                                                            |

## Alcaldes de Batet de la Serra
Batet de la Serra va ser municipi independent fins al 31 de desembre de 1971, quan va ser annexat a Olot. Fins a annexar-se també va tenir el seu alcalde; actualment manté un alcalde simbòlic.
| Alcalde                         | Inici mandat           | Finalització mandat    | Grup polític | Observacions |
| ------------------------------- | ---------------------- | ---------------------- | ------------ | --- |
| Esteve Pujoldevall i Carrera    |                        | 1 de gener de 1900     |              | |
| Bonaventura Pujolàs             | 1 de gener de 1900     | 1 de gener de 1902     |              | |
| Vicent Oliveras i Agustí        | 1 de gener de 1902     | 1 de gener de 1904     |              | |
| Esteve Pujoldevall i Carrera    | 1 de gener de 1904     | 1 de gener de 1906     |              | |
| Francisco Casamitjana i Fagella | 1 de gener de 1906     | 1 de gener de 1909     |              | |
| Pere Bassols i Corcoy           | 1 de gener de 1909     | 1 de gener de 1912     |              | |
| Isidre Masó i Batlle            | 1 de gener de 1912     | 1 de gener de 1914     |              | |
| Vicent Oliveras i Agustí        | 1 de gener de 1914     | 1 de gener de 1916     |              | |
| Pere Pujoldevall i Buch         | 1 de gener de 1916     | 1 de gener de 1918     |              | |
| Bartomeu Planella i Blanch      | 1 de gener de 1918     | 1 d'abril de 1920      |              | |
| Pere Bassols i Corcoy           | 1 d'abril de 1920      | 3 d'octubre de 1923    |              | |
| Celestí Danés i Prat            | 3 d'octubre de 1923    | 7 d'abril de 1924      |              | |
| Anicet Pararols Soms            | 7 d'abril de 1924      | 25 de febrer de 1930   |              | Cessat per una Reial Ordre del 15 de febrer de 1930. |
| Martí Canal i Guix              | 25 de febrer de 1930   | 31 de desembre de 1933 |              | |
| Francesc Planella i Prat        | 31 de desembre de 1933 | 1 de febrer de 1934    |              | |
| Josep Aumatell i Canal          | 1 de febrer de 1934    | 27 de juliol de 1936   |              | Cessat per decret de Governació, per no formar part de les llistes electorals afines al Front Popular. (acta de 27 de juliol de 1936 Llibre actes 1929-1936) |
| Francesc Planella i Prat        | 27 de juliol de 1936   | 21 de març de 1937     |              | Detingut i cessat. |
| Enric Collelldemont i Costa     | 21 de març de 1937     | 17 de febrer de 1939   |              | Cessat. |
| Anicet Pararols i Soms          | 17 de febrer de 1939   | 3 d'abril de 1960      |              | Finalització del mandat per defunció. |
| Joan Aumatell i Canal           | 3 d'abril de 1960      | 31 de desembre de 1971 |              | Últim alcalde del municipi; el municipi passa a ser annexat a Olot.                                                                                          |